# Anne de Leseleuc
Pour les articles homonymes, voir Briois, Leseleuc, Carrère et Anne Carrère.
Anne de Leseleuc, née Anne-Marie Briois le 6 décembre 1927 à Paris où elle est morte le 4 mai 2022,, est une actrice, romancière et  historienne française.

## Biographie
Anne de Leseleuc s'est produite sous les noms de scène d'Anne Carrère et Sophie Raynal, pseudonyme sous lequel elle a également publié un roman inspiré par plusieurs épisodes de sa vie : Portrait d'une inconnue (éd. du Sagittaire, 2009).
Jeune fille, Anne-Marie Briois joue dans des productions théâtrales au lycée, puis elle suit les cours de Maurice Escande et paie ses études à La Sorbonne en faisant de la figuration à la Comédie-française. Reçue au Conservatoire, elle entre dans la compagnie de Jean-Louis Barrault. Sous le nom d'Anne Carrère, elle interprète de nombreux rôles à la scène, au cinéma et à la télévision.
En 1967, elle épouse Alain de Leseleuc,,, directeur du théâtre de Paris, et interrompt sa carrière pour épauler son mari jusqu'à la vente du théâtre, en 1975. Elle reprend alors ses études et obtient un DEA en histoire de l'art et archéologie à l'université Paris-Sorbonne. Diplômée de l'École du Louvre en 1979, elle passe son doctorat en histoire et civilisations de l'Antiquité à la Sorbonne en 1983.
La même année, elle publie son premier roman, Le Douzième Vautour, couronné par l'Académie française. Elle publie par la suite plusieurs ouvrages historiques sur la Gaule et la Rome antique. Entre 1992 et 1997, elle fait paraître cinq romans policiers historiques consacrés aux enquêtes de Marcus Aper, citoyen romain d'origine gauloise. Grand, blond et âgé d'une vingtaine d'années, ce descendant de Vercingétorix à la fière moustache est un avocat admiré de ses pairs, aussi sérieux et méticuleux au prétoire que gros mangeur de poulet farci et grand buveur de cervoise à table. Il est surtout un fin limier qui n'hésite pas à se lancer dans des aventures mouvementées pour résoudre des énigmes et démasquer le coupable dans une scène finale au tribunal.
Elle participe en tant que scénariste et conseillère historique au film Vercingétorix : La Légende du druide roi, réalisé par Jacques Dorfmann et sorti en 2001.

## Filmographie

### Cinéma
- 1949 : L'Oncle de France de Pierre Landry (moyen métrage)
- 1951 : Ils sont dans les vignes de Robert Vernay
- 1951 : Procès au Vatican d'André Haguet
- 1952 : Mon mari est merveilleux d'André Hunebelle : la snob
- 1953 : Si Versailles m'était conté de Sacha Guitry : Mme de Chamarat
- 1953 : Le Guérisseur d'Yves Ciampi : la secrétaire
- 1954 : Cadet Rousselle d'André Hunebelle
- 1954 : Nana de Christian-Jaque
- 1954 : Napoléon de Sacha Guitry : Mme Hamelin
- 1955 : Marie-Antoinette reine de France de Jean Delannoy : Mme du Barry
- 1956 : OSS 117 n'est pas mort de Jean Sacha : Lucile Morin
- 1956 : La Traversée de Paris de Claude Autant-Lara : la femme du monde
- 1956 : Les carottes sont cuites de Robert Vernay
- 1957 : Charmants garçons d'Henri Decoin : Lily
- 1958 : Les Tripes au soleil de Claude Bernard-Aubert : une touriste
- 1958 : La Vie à deux de Clément Duhour : la comtesse
- 1960 : Touchez pas aux blondes de Maurice Cloche
- 1964 : Le Vampire de Düsseldorf de Robert Hossein
- 1967 : Ces messieurs de la famille de Raoul André : Simone Pelletier
- 1969 : Ces messieurs de la gâchette de Raoul André : Simone Pelletier
- 1970 : Un condé d'Yves Boisset : Christine

### Télévision
- 1965 : Bob Morane de  Robert Vernay
- 1968 : Au théâtre ce soir : J'ai 17 ans de Paul Vandenberghe, mise en scène Robert Manuel, réalisation Pierre Sabbagh, théâtre Marigny
- 1968 : Au théâtre ce soir : Étienne de Jacques Deval, mise en scène Louis Seigner, réalisation Pierre Sabbagh, théâtre Marigny
- 1968 : Au théâtre ce soir : Le Minotaure de Marcel Aymé, mise en scène Jean Le Poulain, réalisation Pierre Sabbagh, théâtre Marigny
- 1969 : Au théâtre ce soir : La Nuit du 9 mars de Jack Roffey et Gordon Harbord, adaptation Roger Féral, mise en scène Henri Soubeyran, réalisation Pierre Sabbagh, théâtre Marigny
- 1970 : Au théâtre ce soir : Le Bourgeois gentilhomme de Molière, mise en scène Jean Le Poulain, réalisation Pierre Sabbagh, théâtre Marigny
- 1972 : Au théâtre ce soir : Adorable Julia de Marc-Gilbert Sauvajon, mise en scène René Clermont, réalisation Georges Folgoas, théâtre Marigny
- 1973 : Au théâtre ce soir : Maître Bolbec et son mari de Georges Berr et Louis Verneuil, mise en scène Robert Manuel, réalisation Georges Folgoas, théâtre Marigny

## Théâtre
- 1950 : Le Petit Café de Tristan Bernard, théâtre Antoine
- 1950 : Malatesta d'Henry de Montherlant, mise en scène Jean-Louis Barrault, théâtre Marigny
- 1951 : L'Épreuve de Marivaux, mise en scène Pierre Bertin, théâtre des Célestins
- 1951 : On ne badine pas avec l'amour d'Alfred de Musset, mise en scène Jean-Louis Barrault, théâtre Marigny
- 1953 : Occupe-toi d'Amélie de Georges Feydeau, mise en scène Jean-Louis Barrault, théâtre des Célestins
- 1958 : Il pleut bergère de L. Musso, mise en scène Jacques-Henri Duval, théâtre des Arts
- 1960 : Le Jeu de l'amour et du hasard de Marivaux, mise en scène Daniel Leveugle, théâtre de l'Athénée
- 1960 : La Nuit du 9 mars de Jack Roffey et Gordon Harbord, adaptation Roger Féral, mise en scène Henri Soubeyran, théâtre des Ambassadeurs
- 1961 : Ruy Blas de Victor Hugo, mise en scène Jean Darnel, théâtre de l'Alliance française
- 1961 : Henri III et sa cour de Alexandre Dumas, mise en scène Pierre Bertin, théâtre de l'Athénée
- 1962 : Trente Secondes d'amour d'Aldo De Benedetti, mise en scène Jacques Charon, théâtre Michel
- 1963 : Ruy Blas de Victor Hugo, mise en scène Jean Darnel, Festival de Saint-Malo
- 1963 : Cyrano de Bergerac d'Edmond Rostand, mise en scène Jean Darnel, Arènes de Saintes
- 1966 : La Preuve par quatre de Félicien Marceau, mise en scène de l'auteur, théâtre des Célestins
- 1966 : Bertrand de Sławomir Mrożek, mise en scène Antoine Bourseiller, Poche-Montparnasse
- 1966 : Henry VI de William Shakespeare, mise en scène Jean-Louis Barrault, Odéon-Théâtre de France
- 1967 : Pauvre Bitos ou le Dîner de têtes de Jean Anouilh, mise en scène de l'auteur et Roland Piétri, théâtre de Paris
- 1967 : L'Alouette de Jean Anouilh, mise en scène Jean Anouilh et Roland Piétri, théâtre de Paris
- 1968: Le Disciple du Diable  de George Bernard Shaw, mise en scène Jean Marais, Théâtre de Paris
- 1969 : Le Bourgeois gentilhomme de Molière, mise en scène Jean Le Poulain, Festival d'Arles
- 1969 : L'Assassinat de Sister George de Frank Marcus (en), mise en scène Andréas Voutsinás, théâtre Édouard VII
- 1972 : Adorable Julia de Marc-Gilbert Sauvajon et Guy Bolton d'après Somerset Maugham, mise en scène René Clermont, Théâtre Marigny

## Œuvre littéraire

### Romans

#### Série policièreMarcus Aper
- Les Vacances de Marcus Aper, 10/18, coll. « Grands détectives » no 2300, 10/18, 1992 - 2003
- Marcus Aper chez les Rutènes, coll. « Grands détectives » no 2384, 10/18, 1993
- Marcus Aper et Laureolus, coll. « Grands détectives » no 2471, 10/18, 1994
- Les Calendes de septembre, coll. « Grands détectives » no 2606, 10/18, 1995
- Le Trésor de Boudicca, coll. « Grands détectives » no 2810, 10/18, 1997

#### Autres romans policiers historiques
- Vercingétorix, ou l'Épopée des rois gaulois, éd. de l'Archipel, 2001
- Le Secret de Victorina, éd. de l'Archipel, 2001

#### Autres romans
- Le Douzième Vautour, Seuil, 1983

Prix Alice-Louis-Barthou de l’Académie française en 1984
- Éponine, Seuil, 1985
- Portrait d'une inconnue, éd. du Sagittaire, 2009 - sous le pseudonyme de Sophie Raynal

### Ouvrages historiques
- Le Chien, compagnon des dieux gallo-romains, éd. Trismégiste, 1983
- La Gaule : architecture et civilisation, Flammarion, 2001
- Le Clan des Illyriens, éd. du Sagittaire, 2006
- Commios, roi des Atrébates, éd. du Sagittaire, 2010 et 2012
- Tetricus, empereur gaulois, éd. du Sagittaire, 2012
- Julien le philosophe, éd. du Sagittaire, 2013